# Бергманова соната
„Бергманова соната” је српски  ТВ филм из 2005. године. Режирао га је Милан Кундаковић а сценарио су написали Милан Кундаковић и Добрила Стојнић по делу Ингмара Бергмана.

## Радња
Успешни пијаниста посећује удату жену која жуди за љубављу своје мајке.

## Улоге
| Глумац            | Улога   |
| ----------------- | ------- |
| Ружица Сокић      | Шарлота |
| Добрила Стојнић   | Ева     |
| Вјера Мујовић     | Хелена  |
| Небојша Кундачина | Виктор  |